# 柏苑街道
柏苑街道，是中华人民共和国河南省驻马店市西平县下辖的一个乡镇级行政单位。

## 行政区划
柏苑街道下辖以下地区：
于芳村、花马刘村、王店村、观音堂村、龙王庙村、杜杨村和罗成坟村。